# 사마귀버섯

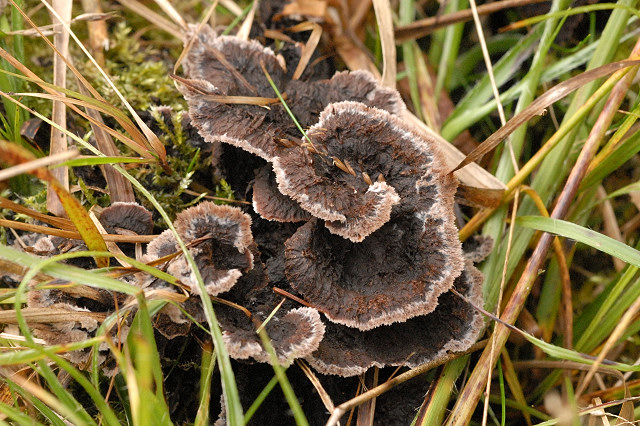

사마귀버섯(Thelephora terrestris)은 식용이 불가능한 버섯에 속하는 담자균류 균계종이다.
모래밭과 같은 땅 위에 주로 발생하며 풀이나 나무뿌리 또는 줄기나 묘목에 기어오르기도 한다. 갓은 지름 2-3cm, 두께 1-3㎜이다. 몸 전체가 자줏빛을 띤 연한 가죽질의 버섯이다. 보통 몇 개의 부채꼴 또는 반원형의 갓이 겹쳐 발생하며 갓 윗면은 방사상의 섬유질 비늘조각이 있어 거칠다. 갓 둘레는 얇고 톱니와 같이 찢어져 있다. 갓 밑면의 자실층에는 젖꼭지 모양의 돌기가 돋아 있다.